# Arnoglossum album
Arnoglossum album là một loài thực vật có hoa trong họ Cúc. Loài này được L.C.Anderson mô tả khoa học đầu tiên năm 1998.